# 耶律資忠
耶律資忠（やりつ しちゅう、生没年不詳）は、遼（契丹）の政治家。字は沃衍。小字は札剌。

## 経歴
仲父隋国王耶律釈魯の玄孫で、于越耶律洼の庶孫にあたる。学問に広く通じ、詩や文章を得意とした。40歳になっても出仕していなかったが、聖宗に知られるところとなり、召し出されて宿衛に任じられ、たびたび聖宗の諮問に答えた。開泰年間、中丞に任じられた。
開泰2年（1013年）、高麗からの貢献が途絶えたので、資忠は高麗へ使行し、その理由を詰問した。高麗側から帰属の意志がないことが示されたので、帰国後に資忠の責任が問われて、上京副留守として左遷された。開泰3年（1014年）、再び高麗への使行を命じられたが、高麗は資忠を抑留した。開泰9年（1020年）、遼と高麗が和解したことに伴い、資忠も帰国を許された。資忠の帰還を聖宗自らが郊外で迎え、同じ車に乗って宮中に帰ると、慰労の宴会が開かれて数日とどめられた。聖宗から枢密使に任じる内意が打診されたが、資忠は不才を理由に固辞した。そこで林牙となり、知惕隠事をつとめた。弟の耶律昭は罪に連座して財産を没収されていたが、資忠が重用されるとともに財産を返還され、外戚の娘を妻に迎えた。
このころ枢密使の蕭合卓と少師の蕭把哥が聖宗の信任を受けていたが、資忠はかれらにへつらうことを潔しとせず、かれらを軽蔑していた。聖宗は怒って、資忠の官を剥奪した。数年後に再起用され、保安軍節度使と昭徳軍節度使を歴任した。
太平11年（1031年）、聖宗が崩ずると、資忠は葬儀への参加を願い出た。葬儀にやってくると梓宮に伏して慟哭し、「臣は聖明にめぐりあいながら、横槍の誣告を受けたため、犬馬を尽くして報いることができませんでした」と言って気絶した。興宗は医師に命じて資忠を治療させた。後に資忠は外戚の蕭氏の専横に反対し、唐の景福の旧年号を再び用いることに反対する論陣を張った。ときの権力者に憎まれて、任地にもどり、死去した。
著に『西亭集』があった。

## 兄弟

### 兄
- 耶律学古
- 耶律烏不呂
- 耶律国留

### 弟
- 耶律昭

## 伝記資料
- 『遼史』巻88 列伝第18